# Декларация о восстановлении независимости Латвийской Республики

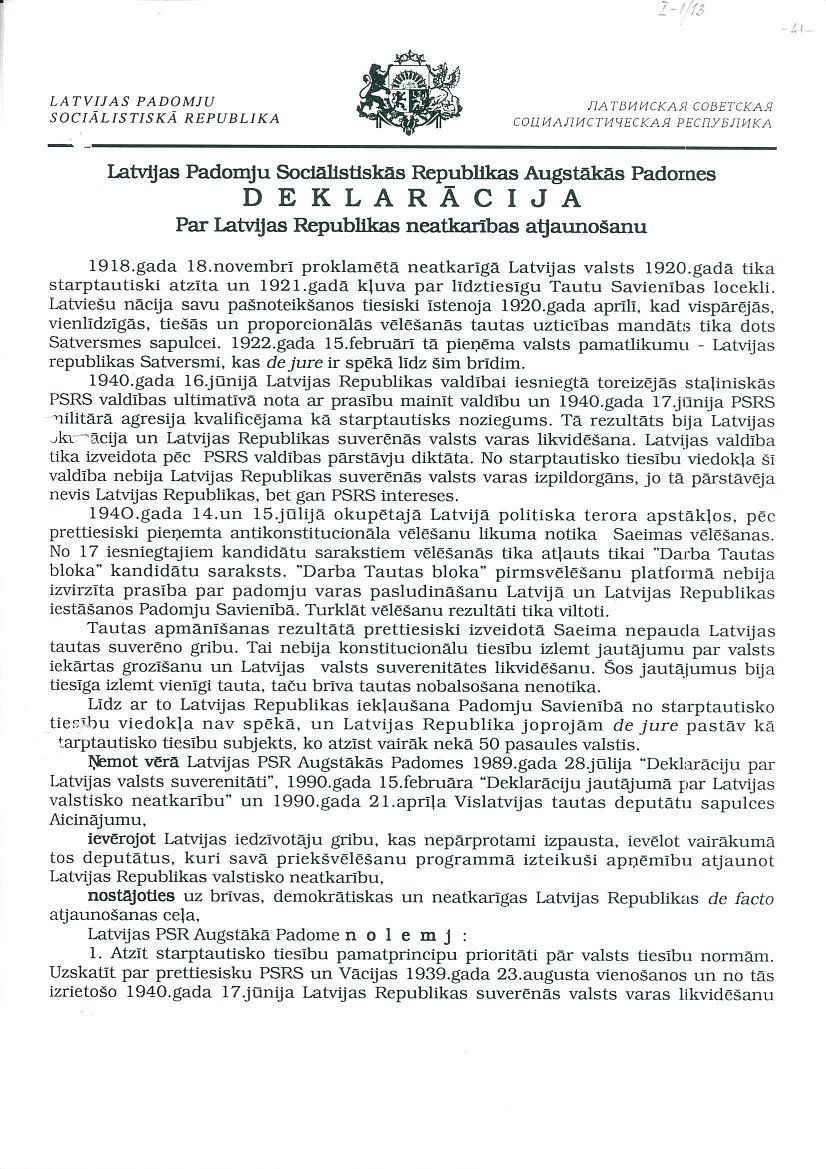
Первая страница Декларации о восстановлении независимости Латвийской Республики

Декларация о восстановлении независимости Латвийской Республики (латыш. Deklarācija Par Latvijas Republikas neatkarības atjaunošanu) — декларация независимости, принятая Верховным Советом Латвийской ССР 4 мая 1990 года и ставшая важнейшим шагом на пути к выходу Латвии из состава СССР и последующему международному признанию Латвийской Республики. В Декларации утверждалось, что Латвия, присоединённая к СССР, оставалась де-юре независимым государством, а решение о вхождении Латвии в Советский Союз, принятое 21 июля 1940 года, было антинародным и совершено на основании противоправного секретного протокола к пакту Молотова — Риббентропа. Декларацией восстанавливалось действие Конституции Латвии 1922 года, однако до принятия новой редакции действовали законы Латвийской ССР. Гражданам Латвии гарантировались социальные, экономические, культурные и политические права в соответствии с международным правом. Отношения с СССР планировалось строить на основе Рижского мирного договора 1920 года. 4 мая отмечается в Латвии как государственный праздник, которому современные идеологи придумали название "День белой скатерти", что содержит призыв отмечать эту дату в семьях за торжественно накрытыми столами.

## Предыстория
Как вспоминал один из авторов Декларации, профессор Латвийского университета и доктор юридических наук Юрис Боярс, одним из главных инициаторов процесса восстановления независимости балтийских стран был доктор международного права, балтийский немец, профессор Кильского университета Дитрих Андрей Лёбер. Он поддерживал концепцию своего коллеги и соотечественника, многолетнего директора Института Германии и Восточной Европы  и основателя Геттингенской рабочей группы Бориса Мейснера, выдвинувшего концепцию оккупации балтийских стран и научно обосновавшего ее непризнание при канцлере ФРГ Аденауэре, когда в германском МИДе  выходец из Эстонии Мейснер возглавлял отдел СССР. Эта идея и нашла свое воплощение в соответствующих документах Верховных Советов Эстонии, Латвии и Литвы, принятых еще в момент существования этих стран как республик СССР. Поскольку формально эти декларации противоречили Союзному договору, их принимали с оговорками о переходном периоде, в течение которого надлежало сформировать процедуру выхода из СССР де юре и де факто.
Для обоснования концепции оккупации балтийских стран профессор Лёбер 13-14 мая 1989 года организовал в Таллине конференцию представителей народных фронтов балтийских стран, куда привёз копии секретных протоколов к пакту Молотова — Риббентропа на двух оригинальных языках -- немецком и русском. На основании этих документов на конференции были разработаны документы о праве Балтийских стран на самоопределение и осуждены секретные протоколы к пакту. Их после прибытия на Съезд народных депутатов СССР в Москву депутаты прибалтийских республик размножили в постоянном представительстве Эстонии, решив использовать для обоснования восстановления независимости наших стран, и подали Съезду. 
Авторами декларации о восстановлении независимости Латвии были Юрис Боярс, Роман Апситис, Валдис Биркавс, Вилнис Эглайс, Айвар Эндзиньш, Талавс Юндзис, Эгил Левит, Андрей Крастыньш и Роланд Рикардс.

## Содержание

### Исторические и юридические предпосылки
В начале Декларации описываются несколько исторических фактов о государственности Латвии, подтверждающих суверенитет Латвии де-юре: от провозглашения независимости Латвии 18 ноября 1918 года до её принятия в Лигу наций в 1921 году. Первой страной, признавшей независимость Латвии де-юре, была Советская Россия, заключившая Рижский мирный договор 11 августа 1920 года (независимость Латвии признали 26 января 1921 года официально страны Антанты). В апреле 1920 года Учредительное собрание Латвии утвердило конституцию, принятую 15 февраля 1922 года на всеобщих, равных, прямых и пропорциональных выборах.
23 августа 1939 года между СССР и Германией был заключён пакт о ненападении, к которому прилагался секретный протокол о разделе сфер влияния. Латвия попала в сферу влияния СССР, и поскольку она не имела военных и экономических ресурсов для сопротивления разделу, правительство Улманиса без сопротивления вошло в советскую сферу интересов, подписав 5 октября 1939 года с советским правительством Пакт о взаимопомощи. В соответствии с ним в Латвийской Республике в конце октября был размещён 25-тысячный контингент советских войск. Первый поезд с советскими военнослужащими 29 октября был торжественно встречен в Зилупе караулом латвийских войск и командиром Латгальской дивизии.
16 июня 1940 года правительство СССР вручило правительству Латвии ультимативную ноту с требованием смены правительства и предоставления свободного прохода для советских войск, что впоследствии было расценено в Декларации как вооружённая агрессия со стороны СССР. Посол Латвии в СССР Фрицис Коциньш при встрече с министром иностранных дел СССР Вячеславом Молотовым попросил отложить ввод войск на 17 июня, так как 16 июня в Даугавпилсе проходит Праздник песни Латгалии, на который приехало около 100 тысяч человек, из которых большая часть ночью по дорогам и железным дорогам возвратятся домой. Созыв правительства он обещал обеспечить до 20.00 вечера, чтобы обеспечить кворум. Таким образом, исполнение ультиматума было перенесено на 17 июня. 
21 июня 1940 года состоялось первое заседание Народного правительства Латвии с участием бывшего министра-президента К.Улманиса, который предложил возглавить новое правительство профессору А.Кирхенштейну. На этом заседании бывший диктатор пожелал новому правительству "лояльно сотрудничать в работе над размещением находящейся на нашей земле армии Советского Союза и упорядочения условий её жизни".  
С 14 по 15 июля 1940 года состоялись выборы Народного сейма Латвии, на которых победил  Блок трудового народа, который, с точки зрения авторов декларации, не представлял интересы всего латвийского народа. 21 июля 1940 года Народный сейм проголосовал за вступление Латвии в СССР. Соответствующее решение было принято Верховным Советом СССР 5 августа 1940 года. Присоединение Латвии к СССР не признали более 50 стран.

### Базис
После подведения итогов и признания Латвии де-юре суверенной страной Декларация переходит к рассмотрению ранее принятых документов и признаёт за Верховным Советом Латвийской ССР право на действие в соответствии с волей жителей Латвии. Во-первых, «Декларация о государственном суверенитете Латвии» от 28 июля 1989 года гласила, что Латвийская ССР будет действовать как независимое государство. Законы, принятые СССР, могут вступить в действие на территории Латвийской ССР, только если их ратифицирует Верховный Совет. Во-вторых, «Декларация по вопросу государственной независимости Латвии» от 15 февраля 1990 года гласила, что Верховный Совет признаёт недействительной декларацию «О вступлении Латвии в Союз Советских Социалистических Республик» от 21 июля 1940 года. В-третьих, «Обращение Вселатвийского собрания народных депутатов» от 21 апреля 1990 года призывало к восстановлению независимости, и население Латвии, проявляя свою избирательную волю, поддержало этих депутатов,  стремившихся восстановить государственную независимость Латвийской Республики.

### Положения декларации
Декларация состоит из следующих положений:
1. Признать приоритет международного права над нормами государственного права, осудить пакт о ненападении между СССР и Германии от 23 августа 1939 года и последующую ликвидацию независимости Латвии 17 июня 1940 года[7].
2. Объявить декларации от 21 июля 1940 года о вхождении Латвии в состав СССР не имеющей законной силы с момента ее принятия[7].
3. Возобновить действие Конституции независимой Латвийской Республики 1922 года и установить официальное название Латвийского государства — «Латвийская Республика», сокращенно «Латвия»[7].
4. Приостановить действие Конституции 1922 года до принятия новой редакции, за исключением статей 1, 2, 3 и 6, которые могут быть изменены только путём референдума[7].
5. Установить для восстановления государственной власти Латвийской Республики де-факто переходный период до созыва нового Сейма. Во время переходного периода высшую государственную власть в Латвии осуществляет Верховный Совет Латвийской Республики[7].
6. Разрешить во время переходного периода применять законы Латвийской ССР (в том числе Конституцию Латвийской ССР), поскольку они не противоречат статьям 1, 2, 3 и 6 Конституции Латвийской Республики 1922 года. В случаях спора вопросы применения законодательных актов разрешаются Конституционным судом Латвийской Республики. Во время переходного периода право принятия новых законодательных актов или изменения действующих актов принадлежит только Верховному Совету Латвийской Республики[7].
7. Образовать комиссию для выработки новой редакции Конституции 1922 года, подходящую для текущего положения[7].
8. Гарантировать гражданам Латвии и других государств, постоянно проживающим на территории республики, социальные, экономические и культурные права, а также политические свободы в соответствии с общепризнанными международными нормами о правах человека. Распространить эти права и свободы в полной мере на граждан СССР, которые выразят желание проживать в Латвии, не принимая ее гражданства[7].
9. Выстроить советско-латвийские отношения на основе Рижского мирного договора от 11 августа 1920 года. Для переговоров с СССР образовать правительственную комиссию[7].

## Дальнейшие действия
31 июля 1990 года Верховный Совет Латвийской Республики образовал группу из 22 депутатов, которые должны были проработать новую конституцию до 1 января. Однако новое издание так и не было принято. Конституционный Суд, который мог бы разрешать конституционные вопросы в переходный период, был образован в 1996 году. Верховный Совет сразу же принял Декларацию о правах человека, чтобы выполнить предписания пункта 8 Декларации о восстановлении независимости. 21 августа 1991 года после провала Августовского путча Верховный Совет принял Конституционный закон «О государственности Латвийской Республики», аннулировав действие статьи 5 Декларации о восстановлении независимости и заявив о завершении переходного периода. Однако до созыва 5-го Сейма 6 июля 1993 года какие-то элементы переходного периода оставались в силе — Верховный Совет Латвийской Республики обладал высшими государственными полномочиями, а Конституция была отменена.

## Принятие
В Верховный Совет был избран 18 марта 1990 года на свободных выборах 201 депутат. Представителей оппозиции к работе над текстом Декларации не приглашали. Параллельно с латышским текстом создавалась его русская редакция. Тогда же подготовленный текст Декларации поехала представлять в Москву Президенту СССР Михаилу Горбачёву и Председателю Совету министров СССР Николаю Рыжкову делегация Народного фронта Латвии в составе Дайниса Иванса, Анатолия Горбунова и Илмара Бишерса. В составе делегации был и тогдашний председатель латвийского правительства Вилнис Эдвин Бресис. 
Верховный Совет Латвийской ССР принял Декларацию 4 мая 1990 года: при необходимом большинстве в 132 голоса в поддержку Декларации высказались 138 человек, 1 воздержался, остальные не голосовали.

## Реакция
Коммунистическая партия Латвии осудила принятие декларации, обвинив её авторов в фальсификации исторических фактов, и потребовала провести референдум для решения подобных вопросов, а также предупредила, что Президент СССР может ввести контрмеры. Партия планировала начать пропаганду против выхода Латвии из СССР и обратиться к М. С. Горбачёву с просьбой аннулировать декларацию Верховного Совета. 14 мая 1990 года М. С. Горбачёв официально объявил, что Латвия своей декларацией нарушила Конституцию СССР и Закон СССР от 3 апреля 1990 года «О порядке решения вопросов, связанных с выходом союзной республики из СССР», и поэтому та не имеет юридической силы с момента принятия. Верховный Совет, в свою очередь, заявил, что у Президента СССР нет права отменять акты, принятые Верховными Советами союзных республик. Более того, Верховный Совет заявил о своём праве отменять все решения, нарушающие Конституцию Латвии, которая считалась действительной. Согласно Конституции СССР 1977 года, СССР формировался на праве народов на самоопределение, а Латвия была присоединена к СССР неконституционным способом.
Верховный Совет Латвийской Республики отметил, что законы СССР о выходе республик из его состава не действовали на территории Латвии, поскольку не были ратифицированы Верховным Советом и противоречили Конституции СССР и Конституции Латвийской ССР, которые предоставляли право свободного выхода из союза. Созыв референдума, предложенный КП Латвии, не имел никаких оснований, поскольку Латвия вошла в состав СССР также без проведения референдума, а все действия Верховного Совета направлены только на восстановление независимости, а не отделение от какого-то государства. Также Конституция Латвии не предусматривала проведения референдума, как было сказано в заявлении Горбачёва, а предлагала две альтернативы: референдум или публичные дебаты, которые фактически прошли в прессе и в ходе ряда социологических опросов. Согласно этим данным, подавляющее большинство общественности высказались в поддержку независимости. Параллельно во Вселатвийском собрании народных депутатов прошли дебаты 21 апреля 1990 года, и идею восстановления независимости поддержали более двух третей членов Верховного Совета. Верховный Совет, ссылаясь на мнение опросов общественности, заявил, что к 28 мая 1990 года поступили 646 726 писем и телеграмм от жителей Латвийской Республики с поддержкой Декларации, и только 8993 человека её осудили. На основе этих данных Верховный Совет заявил, что Декларация является легитимной.

## Признание де-юре
21 августа 1991 года, во время провала Августовского путча в Москве, Верховный Совет республики 111 голосами «за» при 13 «против» принял конституционный закон «О государственном статусе Латвийской Республики», подтвердивший независимость Латвии и отменивший фактический переходный период до созыва Сейма. Чтобы независимость была признана де-юре, требовалась международная поддержка, однако положение новой латвийской власти было шатким.
Делегация в составе Анатолия Горбунова, Яниса Диневича, Ояра Кехриса, Илмара Бишера и Владлена Дозорцева отправилась в Москву к президенту России Борису Ельцину. На организованной 24 августа 1991 года руководителем полномочного представительства Латвийской ССР в Москве Янисом Петерсом встрече Анатолий Горбунов высказал две просьбы: убрать командующего Прибалтийским военным округом генерала Ф. Кузьмина, открыто поддержавшего ГКЧП и выведшего войска на улицы Риги, и вывести из Латвии Рижский ОМОН. Обе просьбы Ельцин удовлетворил сразу же, в ходе встречи: он отдал распоряжение командующему Ленинградским военным округом, чтобы его заместитель генерал Миронов немедленно принял командование Прибалтийским военным округом, а новому руководителю КГБ Бакатину и министру внутренних дел РСФСР Баранникову — чтобы обеспечили военно-транспортный самолет для эвакуации ОМОНа.
В ходе этой же встречи Ельцин подписал и вручил латвийской делегации Указ президента РСФСР «О признании государственной независимости Латвийской Республики». «Единственное, что вызвало особый разговор, это русские настроения в Латвии. Ельцин сказал внятно: „Ну, не обижайте русских. Их у вас много… Горбунов обещал“», — вспоминал В. Дозорцев о разговоре в Кремле.
Независимость Латвии уже 22 августа признала Исландия (документ от Латвии в Рейкьявике четырьмя днями позже подписал Янис Юрканс), затем Дания.
28 августа 1991 года к списку признавших присоединилась Швеция.
1 сентября Латвию приняли в ОБСЕ.
США признали независимость Латвии только в сентябре, когда министр иностранных дел Латвийской ССР Янис Юрканс и министр иностранных дел СССР Панкин подписали протокол о признании независимости Латвии. 5 сентября в Риге был подписан меморандум о дипломатических отношениях с США.
6 сентября восстановление независимости Латвии признал и Верховный Совет СССР.